# El estado de las cosas
El estado de las cosas es el título del segundo álbum del grupo musical vasco Kortatu.
Como en su único trabajo anterior en solitario, la mayoría de las canciones fueron cantadas en castellano excepto en los temas «Aizkolari», «9 zulo» y «Jaungoikoa eta lege zarra» en los que utilizaron el euskera.
En 1998, Oihuka (discográfica heredera de Soñua) reeditó en CD el álbum incluyendo los tres temas que aparecieron en el maxisencillo A La Calle: «Hay algo aquí que va mal», «A la calle» y «Desmond dub».
A diferencia del disco anterior, donde abundaba el Ska punk, aquí cobra más importancia el punk rock, si bien persiste el reggae y se permiten realizar algunos juegos con el folk («Jaungoikoa eta lege zarra»). Es un disco más pesimista y menos festivo que el anterior, girando en torno a la situación del País Vasco esos años.

## Lista de canciones
| Disco original, 1986 1. «La línea del frente» 2. «El estado de las cosas» 3. «Aizkolari» 4. «Hotel Monbar» 5. «9 zulo» («9 agujeros») 6. «Equilibrio» 7. «Jaungoikoa eta lege zarra» («Dios y ley vieja») 8. «Cartel en el casco viejo de Bilbao» 9. «Nivel 30» 10. «Esto no es el Oeste, pero aquí también hay tiros (A Billy the Kid)» | Reedición en CD, 1998 1. «La línea del frente» 2. «El estado de las cosas» 3. «Aizkolari» 4. «Hotel Monbar» 5. «9 zulo» («9 agujeros») 6. «Equilibrio» 7. «Jaungoikoa eta lege zarra» («Dios y ley vieja») 8. «Cartel en el casco viejo de Bilbao» 9. «Nivel 30» 10. «Esto no es el Oeste, pero aquí también hay tiros (A Billy the Kid)» 11. «Hay algo aquí que va mal» 12. «A la calle» 13. «Desmond dub» |

Todas las canciones compuestas por Fermín e Iñigo Muguruza, excepto «Hay algo aquí que va mal», que es una versión de la canción «Doesn´t make it alright» de The Specials siguiendo la versión que a su vez habían hecho Stiff Little Fingers.
Todas las letras son de Fermín Muguruza, excepto:
- «Aizkolari» y «9 zulo», de Mikel Antza.
- «Jaungoikoa eta lege zarra», de Josu Landa.
- «Esto no es el Oeste, pero aquí también hay tiros (A Billy the Kid)», de Ramón J. Sender.

## Personal
- Fermín Muguruza: guitarra y voz.
- Iñigo Muguruza: bajo, guitarra y voz.
- Treku Armendáriz: batería.

### Músicos adicionales
- Josetxo Silguero: saxofón en «Equilibrio».
- Jabier Muguruza: acordeón en «Jaungoikoa eta lege zarra».
- Xabier Montoia: coros en «9 zulo».

### Personal técnico
- César Ibarretxe: técnico de sonido y mezclas.
- Manolo Gil: diseño de carpeta.
- Josu Landa: traducciones euskera/castellano.